# Poul Bilde
Poul Munk Bilde Jensen (født 27. marts 1938, død 15. april 2021) var en dansk fodboldspiller.

## Karriere
Poul Bilde var i 1960'erne en af dansk fodbolds mest målfarlige angribere. Han indledte karrieren i Langå IF, hvorefter turen gik til Randers Freja og Vejle Boldklub. 
Det var primært tiden i Vejle Boldklub, der tegnede Poul Bildes karriere. Bilde var tilknyttet VB fra 1963-1970, hvor han spillede 197 kampe og scorede 69 mål. I samme tidsrum fik han otte kampe på det danske A-landshold uden at score. Han spillede desuden en enkelt U/21-landskamp og fem kampe på B-landsholdet, hvor han scorede i alt tre mål.